# Яунелгава
Я́уне́лгава (также Яунъелгава, латыш. Jaunjelgavaо файле, до 1917 года — Фри́дрихштадт) — город в Латвии, административный центр Яунелгавской волости. Имеет статус города с 1647 года. Расположен на левом берегу реки Даугавы, ниже Плявиньского водохранилища. До 1 июля 2009 года входил в состав Айзкраукльского района. С 2009 по 2021 год являлся административным центром Яунелгавского края, с 2021 года — в составе Айзкраукльского края.

## История
В XIII веке на месте современной Яунелгавы находился замок, разрушенный крестоносцами. Впоследствии тут образовалось поселение, известное под названиями Серена, Нойштедтхен (нем. Neustädtchen, «Новый городок»), затем Ной-Митау (нем. Neu-Mitau, Новая Митава). В 1590 году оно было официально признано герцогом Курляндии Фридрихом. Известно, что в 1596 году в Ной-Митау проживало около 60 семей, основные доходы из которых происходили от речной (по Двине) торговли с Ригой.
В 1621 году Ной-Митау был разрушен в ходе польско-шведской войны, но затем отстроен заново. В 1647 году по указу вдовы Фридриха Елизаветы Магдалены получил статус города под названием Фридрихштадт (нем. Friedrichstadt). Пережил несколько наводнений и пожаров.
Был присоединён к России вместе с герцогством Курляндским в 1795 году. С 1795 по 1924 год был уездным городом Курляндской губернии Российской империи. В 1812 году его некоторое время занимали войска Наполеона Бонапарта. В 1831 и 1848 годах в городе свирепствовали эпидемии холеры.
В 1861 году была открыта Риго-Двинская железная дорога, связавшая Ригу и Динабург (ныне Даугавпилс), в связи с чем водный путь по Даугаве потерял своё значение. В 1896—1897 годах возведена православная церковь Преображения Господня. В 1897 году в городе имелось 5 175 жителей, в том числе евреев — 2 748 чел., латышей — 1 469 чел., немцев — 770 чел., русских — 110 чел.
В ходе Великой Отечественной войны 1 июля 1941 года был оккупирован немецкими войсками.
Освобождён 18 сентября 1944 года войсками 1-го Прибалтийского фронта в ходе Рижской операции:
- 4-я ударная армия - 311-я стрелковая дивизия (полковник Владимиров Борис Александрович) 14-го стрелкового корпуса (полковник Ивановский Александр Александрович).

Войскам, участвовавшим в боях при прорыве обороны противника юго-восточнее Риги и овладевшим г. Яунелгава и другими важными опорными пунктами вражеской обороны, приказом ВГК от 19 сентября 1944 г. объявлена благодарность и в Москве дан салют 20-ю артиллерийскими залпами из 224 орудий.

## Транспорт

### Автодороги
Через город проходит региональная автодорога P87 Бауска — Айзкраукле. К Яунелгаве подходит региональная автодорога P85 Рижская ГЭС — Яунелгава.

### Междугородное автобусное сообщение
Основные маршруты: Яунелгава — Рига, Яунелгава — Бауска; Яунелгава — Акнисте — Субате, Яунелгава — Айзкраукле — Екабпилс.

### Паромная переправа
В городе действует одна из немногих переправ через Даугаву в пределах Латвии — паром «Белая коза». На противоположном берегу находится посёлок Скриверской волости Клидзиня (на расстоянии 4 км от переправы — железнодорожная станция Скривери линии Рига—Даугавпилс).

## Галерея
- Спасо-Преображенская православная церковь
- Католическая церковь
- Здание мэрии
- Скульптура льва — символ Яунелгавы
- Променад вдоль Даугавы
- Площадь в Яунелгаве
- На улице города
- Карта города
- Река Даугава